# Gladsheim
Gladsheim (v. isl. Glaðsheimr, « maison lumineuse » ou « monde éclatant ») est dans la mythologie nordique un temple, décrit dans l'Edda de Snorri Sturluson comme le mieux construit qui soit sur terre, et aussi le plus grand. Selon le Grímnismál, il abrite le Valhalla qui accueille une moitié des défunts tombés au combat ou du Fólkvangr tandis que l'autre moitié rejoint le Sessrúmnir. Il se situe au centre d'Idavoll, et fut construit par Odin et les autres Ases.
À l'intérieur se trouvent douze sièges pour les douze Ases principaux, en plus du trône d'Odin. Ces douze Ases sont :
- Thor
- Niord
- Freyr
- Tyr
- Heimdall
- Bragi
- Vidar
- Vali
- Ull
- Hoenir
- Forseti
- et Loki